# UGC 23
UGC 23 es una galaxia espiral barrada localizada en la constelación de Pegaso.